# Thomas Frank
Pour les articles homonymes, voir Frank.
Thomas C. Frank, (Kansas City[Quoi ?], 1965), est un journaliste et essayiste américain.
Cofondateur et rédacteur en chef du magazine The Baffler, il est surtout connu pour être l’auteur de plusieurs livres sur la société américaine contemporaine. Il collabore en outre à divers journaux et magazines.

## Biographie
Thomas Frank naît à Kansas City en 1965 mais grandit dans une banlieue éloignée de la ville, Missions Hill.
À la fin de ses études secondaires (il est diplômé de la Shawnee Mission East High School) il s’inscrit à l’Université du Kansas avant de partir pour celle de Virginie puis de Chicago où il est reçu en 1994 docteur en Histoire. Sa thèse : The Conquest of Cool: Business Culture, Counterculture, and the Rise of Hip Consumerism, donnera lieu trois ans plus tard à la publication d’un livre qui deviendra rapidement un best seller aux États-Unis.
Les thèmes qu’il y aborde (comment les entreprises américaines ont travaillé à se construire une image cool, « afin de présenter le capitalisme comme une forme de rebellion ») ont déjà fait l’objet d’articles qu’il commence à publier plus tôt, alors qu’il est encore étudiant à l’Université de Virginie, dans le magazine qu’il fonde avec des amis The Baffler.
Dans Pourquoi les pauvres votent à droite puis Pourquoi les riches votent à gauche, il analyse comment le Parti démocrate s'est coupé des classes populaires depuis la présidence de Bill Clinton, en s'appuyant sur un système élitiste et se rapprochant des milieux financiers,.
Peu tenté par une carrière universitaire il se tourne vers le journalisme et s’il continue à prendre en charge, encore aujourd’hui, la rédaction en chef de son magazine, il collabore en outre à de nombreux journaux et revues dont : The Washington Post, The Nation, In These Times, Harper’s Magazine, le Financial Times ou en France Le Monde diplomatique (depuis 1996).
D’abord installé à Chicago, il vit depuis 2003 à Washington avec sa femme Wendy, économiste, et leurs enfants.

## Publications

### En anglais
- The Conquest of Cool, University of Chicago Press, Chicago, 1997
- (Dir. Avec Matt Weiland), Commodify Your Dissent: Salvos from The Baffler, avec un avant-propos de Lewis Lapham, W. W. Norton & Company, 1997
- One Market Under God. Extreme Capitalism, Market Populism and the end of Economic Democracy, Doubleday, New York, 2000.
- New Consensus for Old: Cultural Studies from Left to Right, Prickly Paradigm Press, 2002
- Boob Jubilee: The Mad Cultural Politics of the New Economy: Salvos from the Baffler, W. W. Norton & Company, 2003.
- What’s the Matter With Kansas? How Conservatives Won the Heart of America, Metropolitan books, 2004.
- The Wrecking Crew: How Conservatives Rule (2008) 384pp,  (ISBN 0-8050-7988-2), Publisher: Henry Holt and Co., Pub. Date: 2008-09-05.
- Boob Jubilee: The Mad Cultural Politics of the New Economy: Salvos from the Baffler (2003)  (ISBN 0-393-32430-3)
- Pity the Billionaire: The Hard-Times Swindle and the Unlikely Comeback of the Right (2011)  (ISBN 978-0-8050-9369-8)
- Listen, Liberal: Or, What Ever Happened to the Party of the People? (2016)  (ISBN 978-1-6277-9539-5)
- Rendezvous with Oblivion : Reports from a Sinking Society, Metropolitan Books, 2018, 240 p. (ISBN 978-1-250-29366-4)

### En français
Livres
- Le Marché de droit divin. Capitalisme sauvage & populisme de marché [One Market Under God], Agone, 2003.  (ISBN 2-7489-0001-4) (consulter la page consacrée au livre sur le site de l’éditeur)
- « Le marketing de la libération et le cartel de la culture », in Médias et conglomérats, Éditions Liris, 2005.  (ISBN 978-2-909420-59-2)
- Pourquoi les pauvres votent à droite ? [« What’s the Matter With Kansas? How Conservatives Won the Heart of America »]  (trad. de l'anglais), Marseille, Agone, coll. « Eléments », 2013, 412 p. (ISBN 978-2-7489-0182-5)(consulter la page consacrée au livre sur le site de l’éditeur)
- Pourquoi les riches votent à gauche [« Listen, Liberal: Or, What Ever Happened to the Party of the People? »]  (trad. de l'anglais), Marseille, Agone, coll. « Contre-feux », 2018, 424 p. (ISBN 978-2-7489-0364-5)

Articles
- « Occuper Wall Street, un mouvement tombé amoureux de lui-même : Le piège d’une contestation sans revendications », Le Monde diplomatique,‎ janvier 2013 (lire en ligne)
- « Un « milliardaire en col bleu » contre une madone de vertu : Affrontements réels et faux-semblants de l’élection américaine », Le Monde diplomatique,‎ septembre 2016 (lire en ligne)